# Péninsule de Nuussuaq
La péninsule de Nuussuaq est une grande péninsule de 180 kilomètres sur 48 de l'ouest du Groenland.

## Géographie
La péninsule est encadrée par la baie de Baffin. Au sud et au sud-ouest, elle est délimitée par la baie de Disko. Elle est séparée de l'île Qeqertarsuaq par le détroit de Sullorsuaq, qui relie la baie de Disko à la baie de Baffin. Au nord-est, elle est délimitée par le fjord Uummannaq.
La péninsule est montagneuse, avec son plus haut sommet atteignant 2 144 mètres. La chaîne vertébrale se divise en deux au nord-ouest de la base de la péninsule, le bras sud formant la chaîne côtière, le bras central presque entièrement glaciaire et continuant vers le nord-ouest sur toute la longueur de la péninsule. Les deux bras sont disséqués par la profonde vallée de Kuussuaq, partiellement remplie au centre par le Sarqap Tassersuaq, un lac glaciaire.
La péninsule est administrée dans le cadre de la municipalité d'Avannaata. Les principales colonies sont Qaarsut et Niaqornat sur la rive nord-ouest, Saqqaq sur la rive sud-est, au pied de la montagne Livets Top (1 150 mètres),et Qeqertaq sur une petite île juste au large de la rive sud, à la base de la péninsule.

## Histoire
Des fouilles archéologiques à Qilakitsoq, sur la côte sud-ouest, ont révélé l'existence d'une ancienne culture arctique appelée plus tard culture de Saqqaq qui habitait la région du centre-ouest du Groenland entre 2 500 et 800 avant notre ère.
Le plus grand mollusque fossile du monde, Inoceramus steenstrup, a été découvert en 1952 dans la vallée de Qilakitsoq, sur la péninsule.
Des glissements de terrain majeurs se sont produits le long de la côte sud de la péninsule depuis la préhistoire, générant parfois des tsunamis ou des mégatsunamis dans le détroit de Sullorsuaq.
Les recherches indiquent que neuf grands glissements de terrain tsunamigènes ont frappé le détroit à l'époque préhistorique de l'Holocène, sept d'entre eux sur la côte sud de la péninsule de Nuussuaq et deux autres sur la côte nord de l'île Disko, de l'autre côté du détroit de la péninsule. Sept des glissements de terrain se sont apparemment produits entre 8 020 et 6 520 av. J.-C. avec des effets tsunamigènes non identifiés. Les deux glissements de terrain préhistoriques les plus récents ont généré des mégatsunamis qui ont frappé l'île Alluttoq, le premier vers 5 650 avant J-C. avec une hauteur d'élan de 41 à 66 mètres, et un autre qui a frappé vers 5 350 avant J-C. avec une hauteur d'élan de 45 à 70 mètres.
Le 15 décembre 1952, un glissement de terrain de 80 mètres d'épaisseur a commencé à une hauteur de 500 à 700 mètres sur un versant de la montagne Niiortuut et a parcouru 2 750 mètres. Entre 1 800 000 et 4 500 000 mètres cubes de matériaux sont entrés dans le détroit de Sullorsuaq, créant 4,7 hectares de nouvelles terres s'étendant sur 90 mètres dans le détroit et générant un tsunami. Avec une hauteur d'élan de 4,5 à 7,7 mètres, il a heurté un groupe de quatre pêcheurs à 10 kilomètres sur la côte sud de la péninsule de Nuussuaq, tuant l'un d'eux. Ensuite, il a frappé la ville de Qullissat à 30 kilomètres de l'autre côté du détroit de l'île Disko, où il avait une hauteur d'élan de 2,2 à 2,7 mètres.
Le 21 novembre 2020, un glissement de terrain de 90 000 000 mètres cubes d'une masse de 260 000 000 tonnes est tombé d'une altitude de 1 000 à 1 400 mètres à la falaise de Paatuut, atteignant une vitesse de 140 kilomètres par heure. Environ 30 000 000 de mètres cubes de matériaux d'une masse de 87 000 000 de tonnes sont entrés dans le détroit de Sullorsuaq, générant un mégatsunami. La vague avait une hauteur d'élan de 50 mètres près du glissement de terrain et de 28 mètres sur l'ancien site de Qullissat, à 20 kilomètres, où elle a inondé la côte jusqu'au plus loin 100 mètres à l'intérieur des terres. L'énergie réfractée du tsunami a créé une vague d'une hauteur de 3 mètres qui a détruit des bateaux à Saqqaq, à 40 kilomètres du glissement de terrain.
Un autre glissement de terrain, à une altitude de 600 à 880 mètres, comprenant 18 300 000 à 25 900 000 mètres cubes de débris et de roche gelés à lieu à Assapaat le 13 juin 2021. Environ 3 900 000 mètres cubes de matériaux sont entrés dans le détroit de Sullorsuaq mais n'ont apparemment pas généré de tsunami.

## Galerie

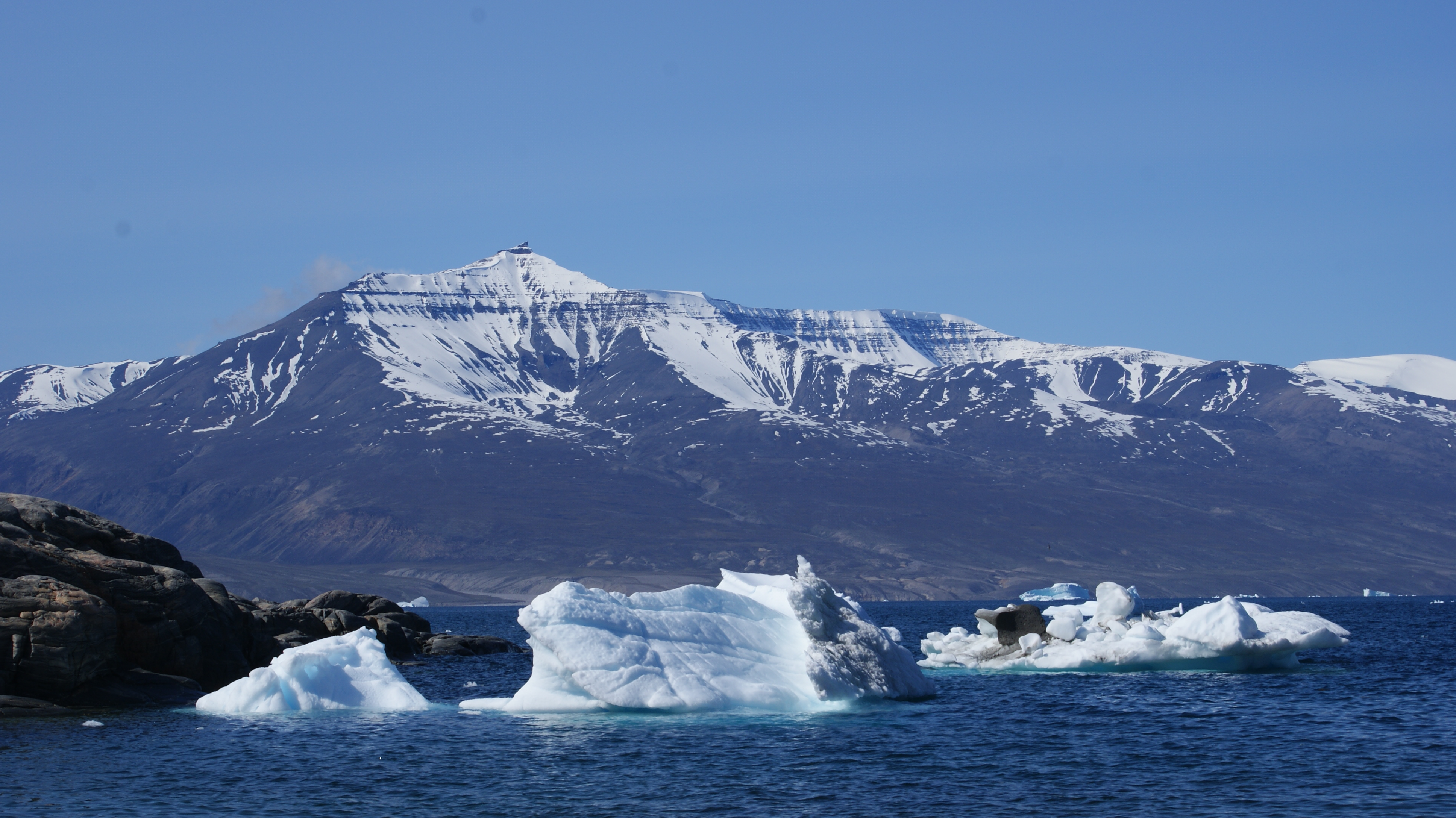
Qilertiinguit Kangilequtaa (2 070 m) vu d'Uummannaq à travers le bras principal du fjord Uummannaq.
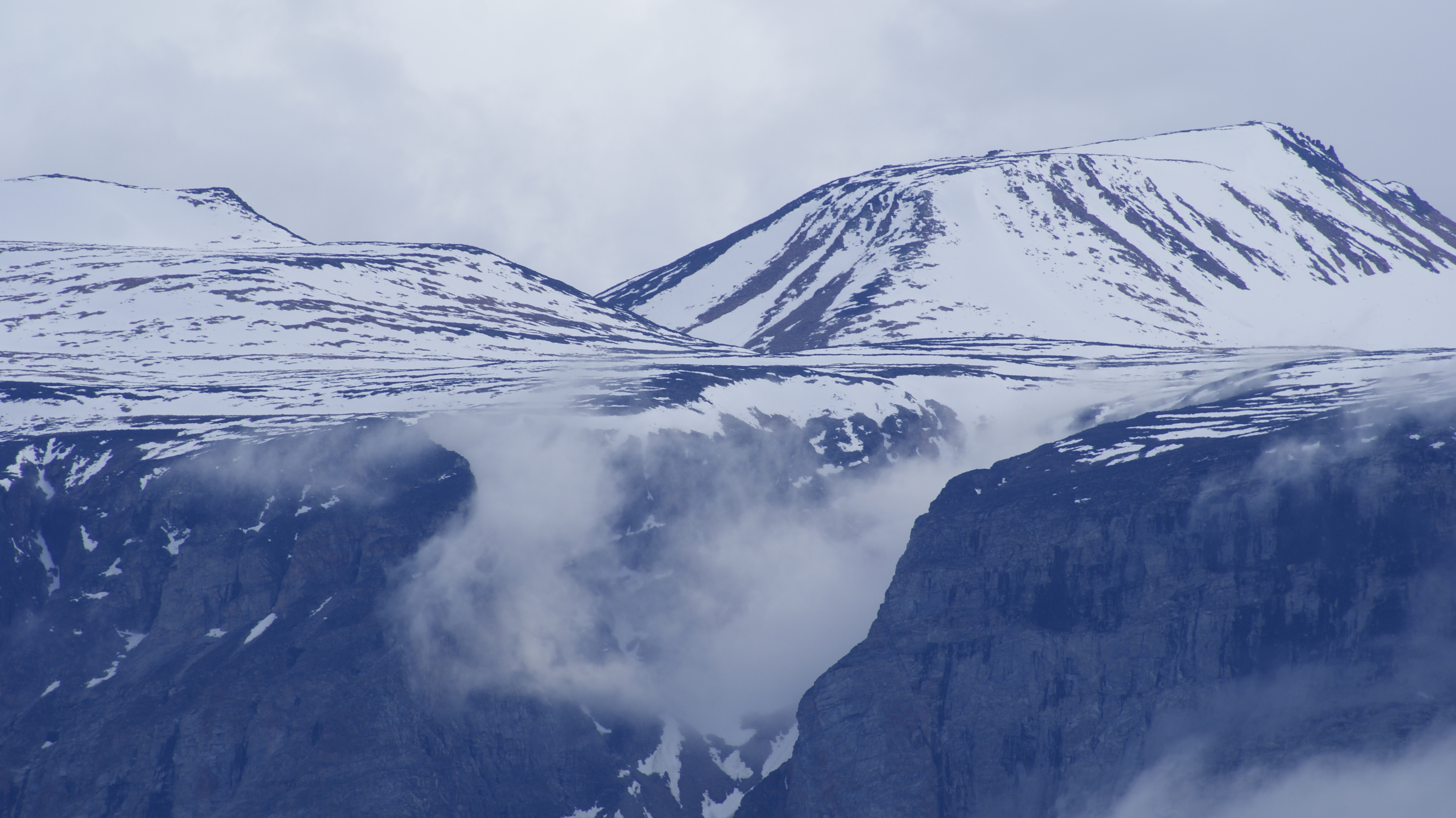
Couloir gouffre au-dessus de la rive nord-est. Vu d'Uummannaq.
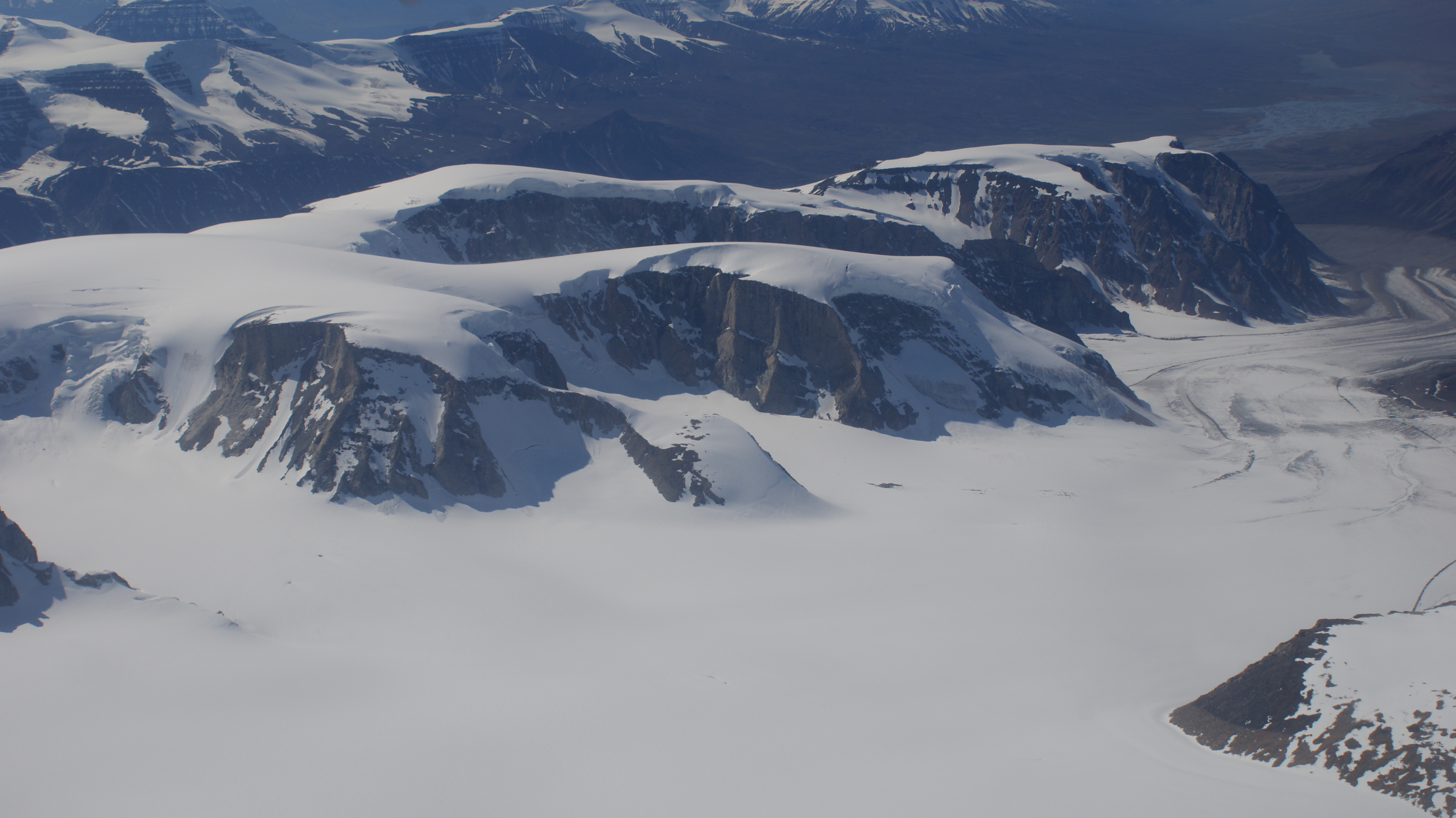
Vue aérienne : Le Nunavik et la couverture glaciaire couvrant une grande partie de la chaîne nord de la chaîne de montagnes centrale, au nord de la vallée d'Auvarrssuaq.
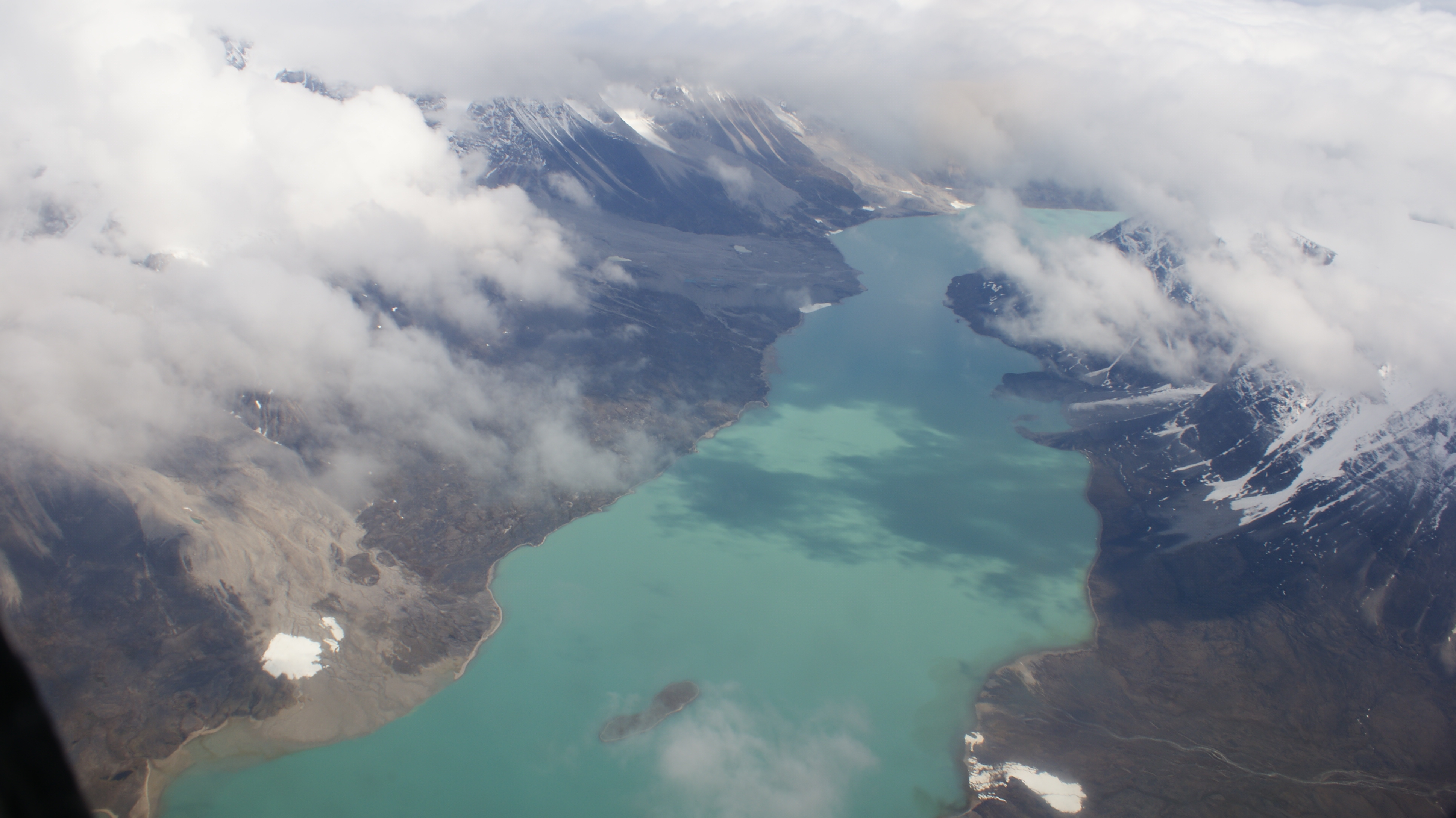
Vue aérienne de Sarqap Tasserssuaq, le lac émeraude de la vallée centrale.